# 博热 (滨海夏朗德省)
博热（法語：Beaugeay，法語發音：[boʒɛ]）是法国滨海夏朗德省的一个市镇，位于该省西部，属于罗什福尔区。

## 地理
博热（45°52'26"N, 1°0'2"W）面积14.51 平方千米，位于法国新阿基坦大区滨海夏朗德省，该省份为法国西部滨海省份，北起旺代省，西临大西洋，南至吉倫特省，东南接多爾多涅省，东北接德塞夫勒省接壤，东临夏朗德省。
与博热接壤的市镇（或旧市镇、城区）包括：莫埃兹、圣阿尼昂、圣让当格勒、苏比斯、马雷讷-耶尔斯-布鲁阿日。

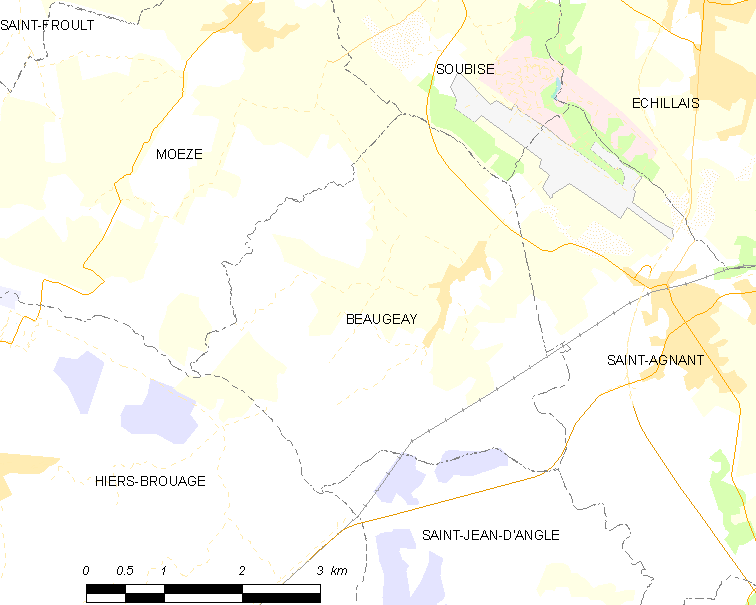
的OSM定位图

博热的时区为UTC+01:00、UTC+02:00（夏令时）。

## 行政
博热的邮政编码为17620，INSEE市镇编码为17036。

## 政治
博热所属的省级选区为马雷讷县。

## 人口

1962-2008年间人口变化图示

博热于2022年1月1日时的人口数量为785人。